# Балка Хвощова
Балка Хвощова — балка (річка) в Україні у Куп'янському районі Харківської області. Ліва притока річки Куп'янки (басейн Дону).

## Опис
Довжина балки приблизно 6,50 км, найкоротша відстань між витоком і гирлом — 6,10  км, коефіцієнт звивистості річки — 1,07 . Формується декількома струмками та загатами. У верхів'ї балка пересихає.

## Розташування
Бере початок у села Моначинівки. Тече переважно на південний захід через село Велика Шапківка і впадає у річку Куп'янку, ліву притоку річки Осколу.

## Цікаві факти
- У XX столітті на балці існували водокачка, птице-тваринна ферма (ПТФ), газгольдер та декілька газових свердловин[2].